# Austropop
Austropop je glazbeni pokret koji je nastao u Austriji sredinom 1970-ih i trajao do 1990-ih. Osim što su glazbenici bili podrijetlom iz Austrije, pjesme su pjevane na austrijskom njemačkom dijalektu što čini pjesme prepoznatiljivima samo stanovnicima Austrije i južne Njemačke. Unatoč jezičnoj zapreci mnogi austropop pjevači su poznati u cijelom njemačkom govornom području.

## Glazbenici
- Falco
- Rainhard Fendrich
- Hubert von Goisern
- S.T.S.
- Wolfgang Ambros
- Erste Allgemeine Verunsicherung, poznat kao EAV.